# Thiết quân luật Hàn Quốc 2024
Vào lúc 22:27 (Giờ Hàn Quốc) ngày 3 tháng 12 năm 2024, Tổng thống Hàn Quốc Yoon Suk-yeol đã tuyên bố thiết quân luật trong một bài phát biểu được truyền hình trực tiếp trên đài YTN. Trong tuyên bố của mình, ông cáo buộc Đảng Dân chủ Đồng hành, đang nắm đa số tại Quốc hội, là có cảm tình với Bắc Triều Tiên và thực hiện "các hành động chống phá nhà nước", gọi đảng này là một tổ chức tội phạm cộng tác với "cộng sản Bắc Hàn" để phá hoại đất nước, tạo nên nền "độc tài lập pháp". Sắc lệnh thiết quân luật bao gồm việc cấm mọi hoạt động hội họp chính trị, bao gồm cả Quốc hội, và đình chỉ tự do báo chí.
Tuyên bố trên đã bị Đảng Dân chủ Đồng hành và nhiều phần tử trong chính Đảng Sức mạnh Quốc dân của ông Yoon phản đối, đồng thời gây ra các cuộc biểu tình. Vào khoảng 01:01 sáng, các nghị sĩ có mặt tại Quốc hội đã nhất trí thông qua nghị quyết dỡ bỏ thiết quân luật với số phiếu ủng hộ 190–0, bất chấp những nỗ lực ngăn chặn từ lực lượng an ninh.
Yoon sau đó đã dỡ bỏ thiết quân luật sau một cuộc họp Nội các vào lúc 04:30 ngày 4 tháng 12, và Ban chỉ huy thiết quân luật được giải tán. Sau khi dỡ bỏ thiết quân luật, phe đối lập cho biết sẽ bắt đầu quá trình luận tội Tổng thống Yoon nếu ông không từ chức.

## Bối cảnh

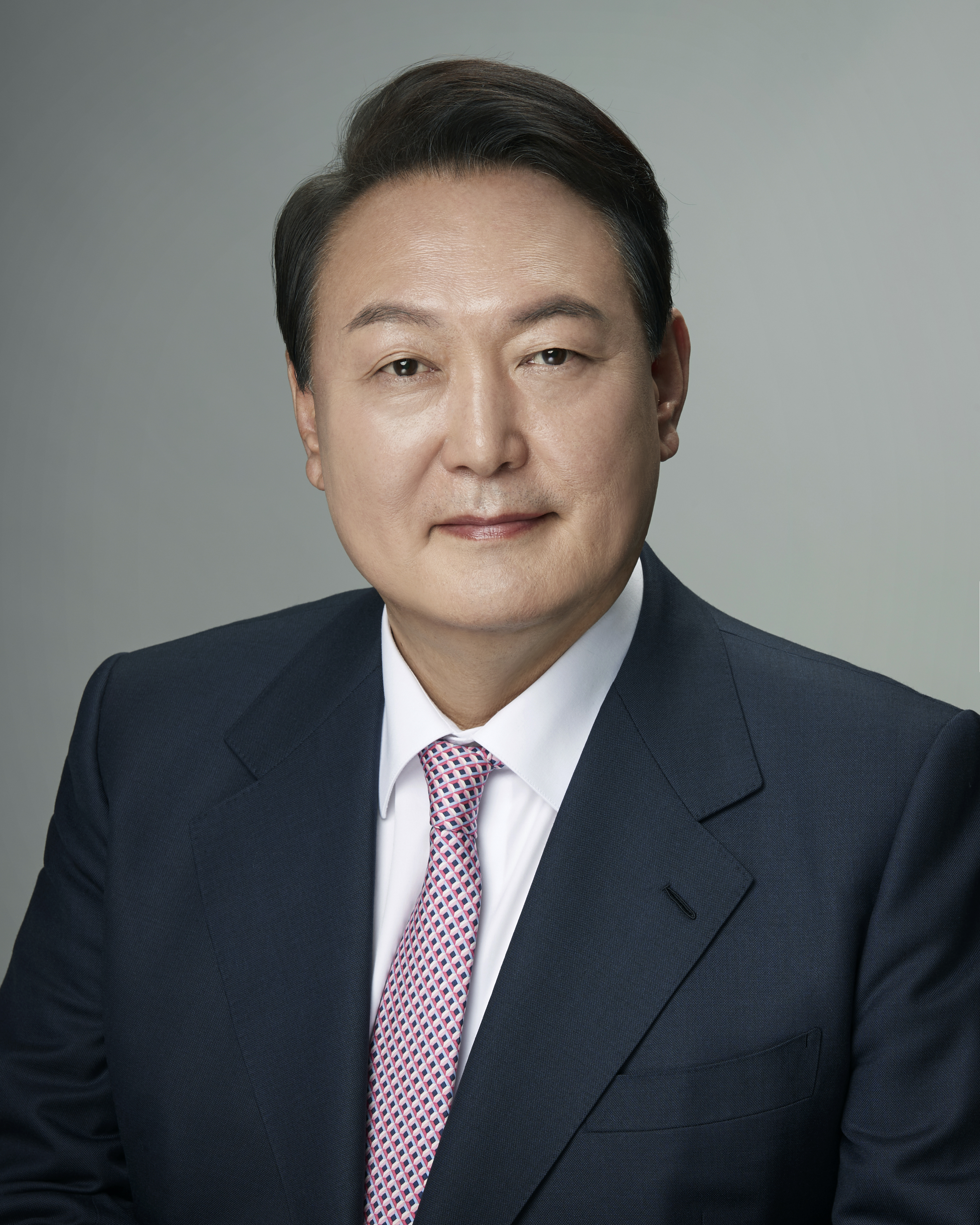
Tổng thống Yoon Suk-yeol vào năm 2022

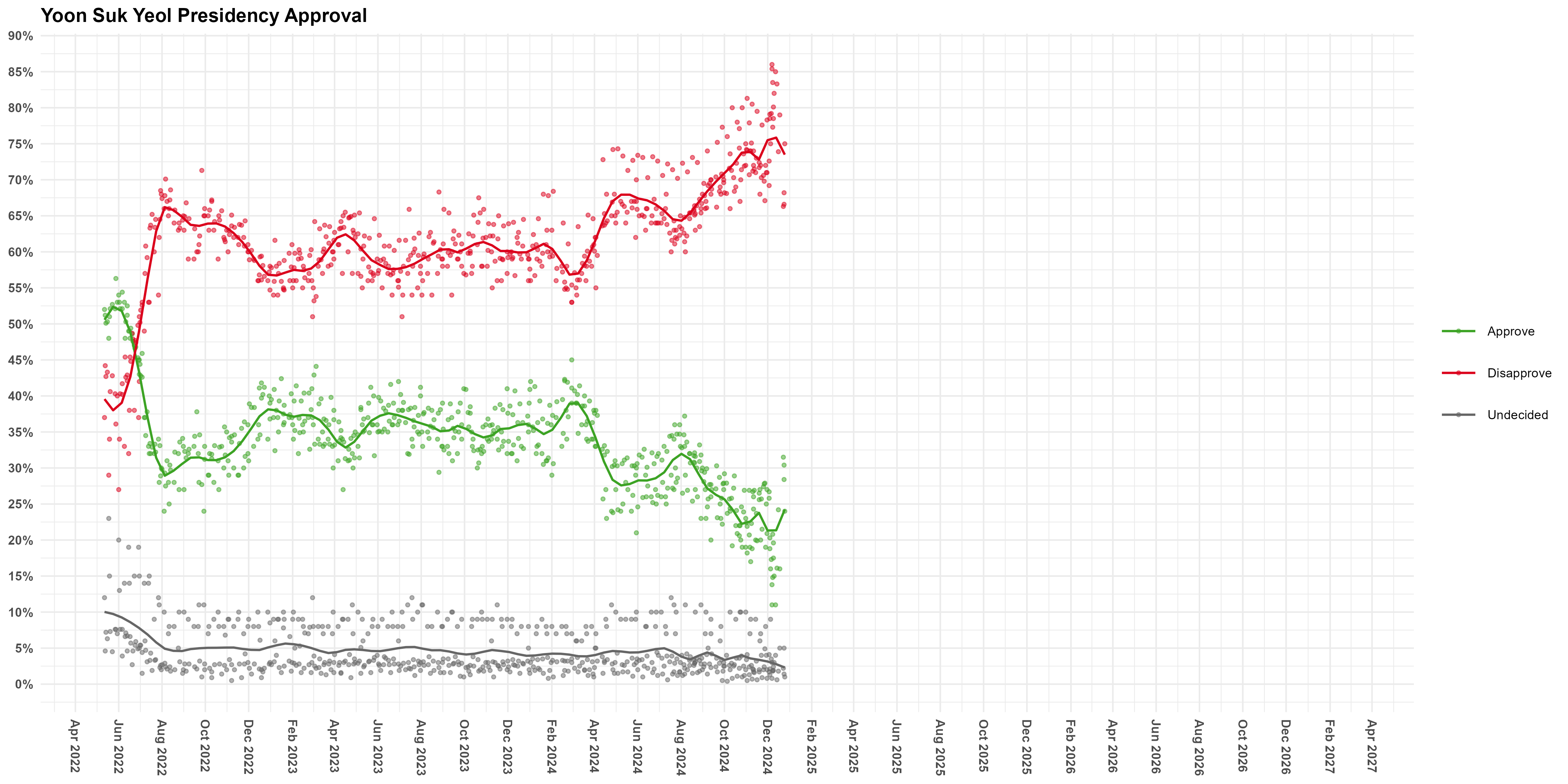
Kết quả khảo sát tỷ lệ tín nhiệm nhiệm kỳ tổng thống của Yoon Suk-yeol
Tín nhiệm
Không tín nhiệm
Chưa quyết định

Hàn Quốc nằm dưới sự quản lý của một nền dân chủ tổng thống chế theo bản Hiến pháp năm 1987, thay thế cho các hệ thống nghị viện và bán tổng thống trước đó. Yoon Suk-yeol, thành viên của Đảng Sức mạnh Quốc dân bảo thủ và là cựu Tổng trưởng Công tố Hàn Quốc, nhậm chức Tổng thống sau khi chiến thắng trong cuộc bầu cử tổng thống năm 2022. Yoon được coi là mang tư tưởng chính trị cực hữu, từng được so sánh với cựu Tổng thống Hoa Kỳ Donald Trump và cựu Tổng thống Brasil Jair Bolsonaro. Chính quyền của ông có tỷ lệ tín nhiệm thấp, có thời điểm chỉ ở mức 17%; một khảo sát vào tháng 11 năm 2024 cho thấy 58% người dân muốn Yoon từ chức hoặc bị luận tội. Ông rất khó khăn trong việc triển khai chương trình nghị sự của mình bởi sự phản đối từ Quốc hội do Đảng Dân chủ Đồng hành đối lập kiểm soát kể từ năm 2020. Trong cuộc bầu cử Quốc hội tháng 4 năm 2024, phe đối lập tiếp tục nắm thế đa số nhưng chưa có đủ số lượng nghị sĩ cần thiết (200 trên 300 nghị sĩ) để luận tội tổng thống.
Yoon đã tẩy chay phiên khai mạc Quốc hội mặc dù tổng thống thường sẽ phát biểu tại sự kiện này. Yoon cũng phản đối các cuộc điều tra về những bê bối liên quan tới vợ ông là Kim Keon-hee và các quan chức cấp cao khác, trong đó có ba lần phủ quyết các dự luật kêu gọi điều tra đặc biệt với vợ mình, lần thứ ba diễn ra vào ngày 26 tháng 11 năm 2024. Quốc hội do phe đối lập kiểm soát cũng bắt đầu tiến hành luận tội Chủ tịch Ủy ban Kiểm toán và Thanh tra Choe Jae-hae và 3 công tố viên có liên quan tới hai vụ bê bối có sự tham gia của bà Kim vào ngày 2 tháng 12 cùng năm, đồng thời bác bỏ đề xuất ngân sách của chính phủ.
Vào tháng 9 năm 2024, ba tháng trước khi thiết quân luật được áp dụng, một số chính khách của Đảng Dân chủ Đồng hành cho rằng Yoon đang mở đường cho một lệnh thiết quân luật. Lãnh đạo đảng Lee Jae-myung trong phát biểu của mình đã ngụ ý về "những đồn đoán rằng [Yoon] đang chuẩn bị cho thiết quân luật". Kim Min-seok, thành viên hội đồng tối cao của đảng này, đã nói rằng "Tôi có những lý do vững chắc để tin rằng chính quyền Yoon bảo thủ đang lên kế hoạch để bất ngờ tuyên bố thiết quân luật." Văn phòng Tổng thống đã phủ nhận và gọi cáo buộc trên là "vô căn cứ". Thành viên Đảng Sức mạnh Quốc dân Choo Kyung-ho cũng phủ nhận khả năng xảy ra kịch bản thiết quân luật, cho rằng "Những giả thuyết [về thiết quân luật] chỉ là những chiến thuật hù dọa và tuyên truyền thuần túy dựa trên trí tưởng tượng mà thôi." Kim Yong-hyun, trong phiên điều trần xác nhận tư cách Bộ trưởng Quốc phòng trước Quốc hội vào ngày 2 tháng 9 năm 2024, đã bị các nghị sĩ phe đối lập chất vấn rằng liệu ông có định tuyên bố thiết quân luật hay không. Kim đã bác bỏ khả năng này và đáp rằng "Tôi nghĩ rằng bàn luận về thiết quân luật là một việc lỗi thời, mà nếu có tuyên bố thì ai sẽ chấp nhận nó? Liệu quân đội thậm chí có chịu tuân theo mệnh lệnh không?" Nhưng trong ba tháng tiếp sau đó, ông bị cáo buộc là đã lên kế hoạch thiết lập quyền kiểm soát quân sự thông qua thiết quân luật.
Đây là lần đầu tiên thiết quân luật được tuyên bố tại Hàn Quốc kể từ cuộc đảo chính quân sự năm 1980 sau vụ ám sát nhà độc tài Park Chung Hee, và cũng là lần đầu tiên kể từ phong trào dân chủ hóa năm 1987. Đây là tuyên bố thiết quân luật thứ 17 kể từ khi quốc gia này được thành lập vào năm 1948. Theo Điều 77 của Hiến pháp Hàn Quốc, khi tuyên bố thiết quân luật, tổng thống phải thông báo ngay cho Quốc hội. Điều này cho phép thực hiện những biện pháp nhằm hạn chế một số quyền tự do, bao gồm yêu cầu lệnh bắt giữ, quyền miễn trừ của nghị sĩ quốc hội, quyền tự do ngôn luận và tự do hội họp. Quốc hội có quyền bỏ phiếu để yêu cầu tổng thống dỡ bỏ thiết quân luật.

## Các sự kiện

### Tuyên bố thiết quân luật
Vào lúc 22:22 theo giờ Hàn Quốc (KST) ngày 3 tháng 12 năm 2024, Tổng thống Yoon Suk-yeol ban bố tình trạng thiết quân luật. Trong bài phát biểu được truyền hình YTN phát sóng trực tiếp trên cả nước, Yoon cáo buộc phe đối lập "đang cố gắng lật đổ nền dân chủ tự do" bằng việc luận tội các thành viên trong nội các của ông và chặn các kế hoạch ngân sách. Ông kêu gọi người dân tin tưởng mình và cố gắng chịu đựng "một vài sự bất tiện", đồng thời cũng khẳng định đang có âm mưu chống lại chính phủ Hàn Quốc tới từ phía Bắc Triều Tiên. Đây là lần đầu tiên thiết quân luật được tuyên bố tại Hàn Quốc kể từ năm 1979 trong thời kỳ độc tài quân sự của Chun Doo-hwan. The Korea Times đưa tin thủ tướng Han Duck-soo đã bị gạt ra khỏi tuyên bố trên, đồng thời cho rằng có vẻ như bước đi này được thực hiện sau những liên lạc trực tiếp giữa Tổng thống Yoon và bộ trưởng quốc phòng Kim Yong-hyun. Cả hai từng bị gọi là "phe Chungam" bởi Kim từng là tiền bối của Yoon hồi còn học tại Trường Trung học phổ thông Chungam ở Seoul. Bộ Quốc phòng sau đó xác định Kim là người đã đề xuất thiết quân luật cho Yoon. Tại một cuộc họp nội các khẩn ngay trước tuyên bố thiết quân luật chính thức được đưa ra, phần lớn trong số 19 thành viên "phản đối mạnh mẽ" quyết định nhưng điều này đã bị Yoon phớt lờ.
Theo Thông tấn xã Yonhap, Bộ trưởng Quốc phòng Kim Yong-hyun đã lệnh tổ chức một cuộc họp với Chủ tịch Hội đồng Tham mưu trưởng Kim Myung-soo. Yoon bổ nhiệm Tham mưu trưởng Lục quân Park An-su làm chỉ huy thiết quân luật.
Sau tuyên bố trên, chỉnh phủ cho biết hoạt động tại các cơ sở giáo dục và dịch vụ vận tải sẽ tiếp tục diễn ra bình thường.

### Sắc lệnh
Vào lúc 23:00 ngày 3 tháng 12, Đại tướng Park An-su của Ban chỉ huy Thiết quân luật đã ban bố sắc lệnh sau trong tình trạng thiết quân luật có hiệu lực:
Ban chỉ huy Thiết quân luật, vào lúc 23:00 ngày 3 tháng 12 năm 2024, nhằm bảo vệ nền dân chủ tự do khỏi các thế lực chống nhà nước hoạt động trong lãnh thổ Đại Hàn Dân Quốc tự do và những mối đe dọa của chúng nhằm lật đổ nhà nước, đồng thời nhằm đảm bảo an ninh công cộng, tuyên bố như sau.
1. Mọi hoạt động chính trị, bao gồm các hoạt động của Quốc hội, các hội đồng địa phương, các đảng phái chính trị, và các hiệp hội, tập hợp và tuần hành chính trị, đều bị cấm.
2. Mọi hành vi phủ nhận hoặc cố gắng lật đổ nền dân chủ tự do bị cấm. Hành vi tung tin giả, thao túng dư luận, và tuyên truyền sai lệnh bị cấm.
3. Mọi phương tiện truyền thông và xuất bản nằm dưới sự kiểm soát của Ban chỉ huy Thiết quân luật.
4. Các cuộc đình công, ngừng lao động và biểu tình gây mất trật tự xã hội bị cấm.
5. Các bác sĩ thực tập và tất cả nhân viên y tế khác, đang đình công hoặc đã rời khỏi nơi làm việc, phải quay trở lại vị trí trong vòng 48 giờ và làm việc một cách trung thực. Những người vi phạm mệnh lệnh sẽ phải chịu hình phạt theo Đạo luật Thiết quân luật.
6. Với những công dân thường vô tội, ngoại trừ các lực lượng phản quốc và các lực lượng lật đổ khác, sẽ có những biện pháp nhằm làm giảm sự bất tiện trong sinh hoạt hàng ngày.

Những người vi phạm tuyên bố trên có thể bị bắt giữ, bắt giam và khám xét mà không cần lệnh bắt theo Điều 9 của Đạo luật Thiết quân luật, và sẽ bị trừng phạt theo Điều 14 của Đạo luật Thiết quân luật.— Chỉ huy Thiết quân luật, Đại tướng Park An-su.

### Cuộc bỏ phiếu của Quốc hội

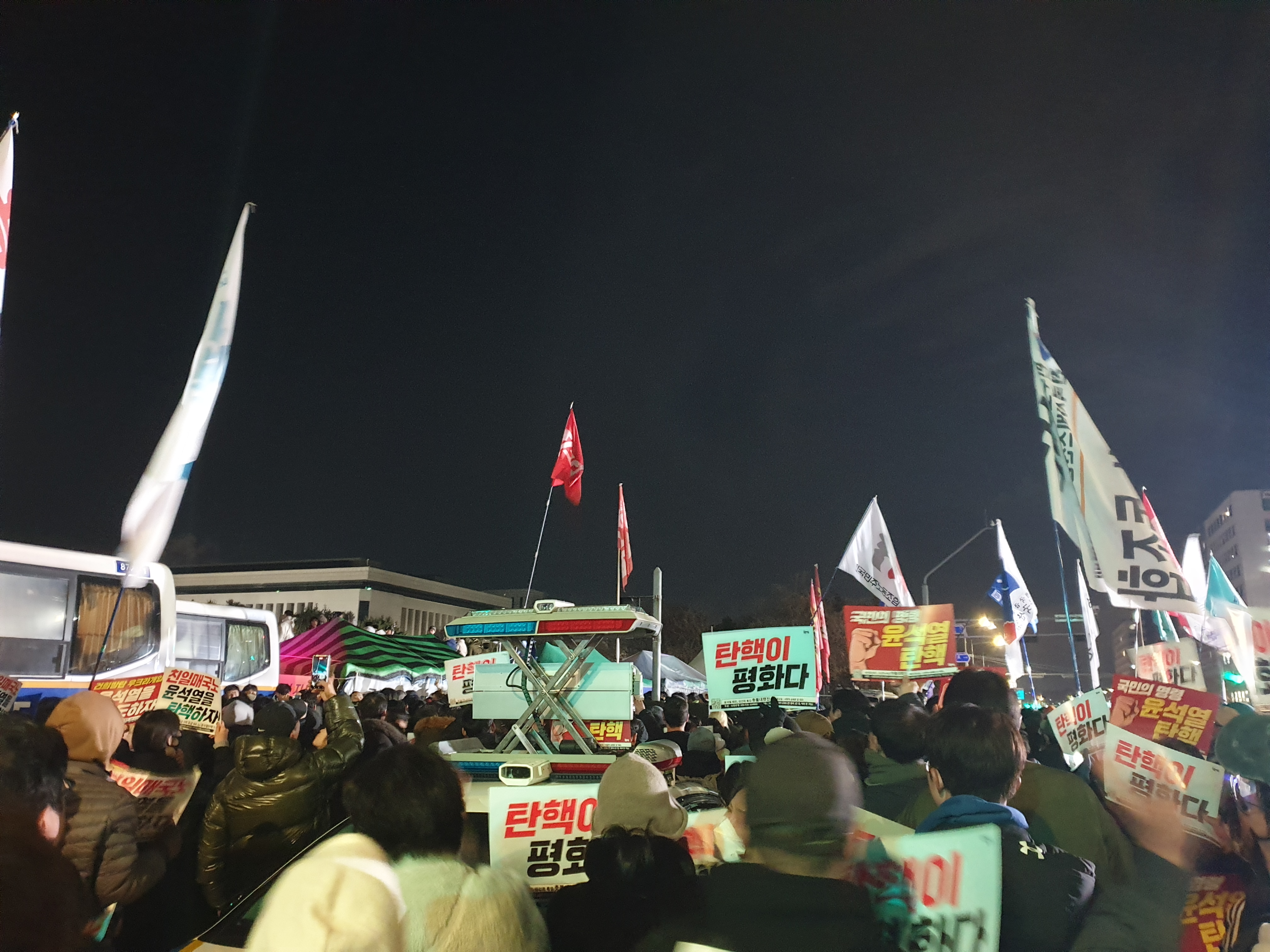
Biểu tình chống thiết quân luật vào ngày 4 tháng 12 tại Seoul

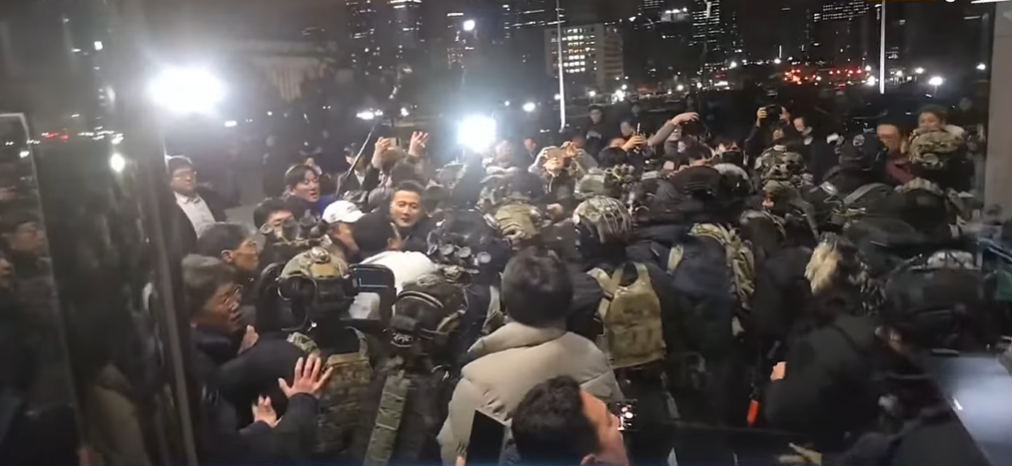
Khung cảnh cổng chính tòa nhà Quốc hội bị các lực lượng thì hành thiết quân luật, nhân viên Quốc hội và nhà báo chặn lại.

Sau những tuyên bố trên, khoảng từ 280 tới 300 binh sĩ quân đội đã tới tòa nhà Quốc hội và cố gắng tiến vào sảnh chính, nơi việc bỏ phiếu diễn ra. Các quan chức đảng phái đã đáp trả bằng cách phun vòi xịt cứu hỏa vào lực lượng quân đội và đã chặn đứng thành công nỗ lực tiến vào tòa nhà. Một số quân lính cố gắng xâm nhập tòa nhà từ tầng 4, nhưng đã bị các nhân viên chặn lại. Binh lính đã phá cửa sổ một vài văn phòng của các đại biểu quốc hội, trong khi các cuộc xô xát gây thương tích diễn ra bên trong tòa nhà được chặn bởi những chiếc ghế sô pha. Ít nhất ba chiếc trực thăng cũng đã hạ cánh tại khuôn viên tòa nhà trong khi hai chiếc khác cũng được nhìn thấy bay lơ lửng trên khu vực này. Một số xe tăng được nhìn thấy trên đường phố. Ban chỉ huy thiết quân luật cũng ra lệnh yêu cầu phóng viên báo chí rời khỏi văn phòng tổng thống tại Seoul. Đụng độ đã diễn ra tại cổng chính khu vực tòa nhà quốc hội giữa lực lượng an ninh và dân thường. The Korea Times và các đảng đối lập đã xác định các đơn vị lực lượng vũ trang tham gia vụ việc tại tòa nhà quốc hội là Lữ đoàn Nhảy dù Đặc nhiệm số 1 của Bộ Tư lệnh tác chiến đặc biệt và Cơ quan Cảnh sát thủ đô Seoul, trong đó Cơ quan Cảnh sát Quốc gia được cho là đã bị qua mặt bởi tuyên bố trên. Cơ quan Cảnh sát Quốc gia đã ban bố tình huống khẩn cấp cấp độ B. Báo Kyunghyang Shinmun đã đăng tải những hình ảnh chụp các binh sĩ cạnh nhứng chiếc hộp được cho là đạn dược thật bên trong tòa nhà Quốc hội. Các cuộc biểu tình phản đối thiết quân luật cũng được tổ chức tại Gwangju.
Tất cả các đảng phái chính, bao gồm Đảng Sức mạnh Quốc dân (PPP) cầm quyền mà Tổng thống Yoon đang là thành viên, đều phản đối quyết định thiết quân luật. Lãnh đạo PPP Han Dong-hoon nói: "Tuyên bố thiết quân luật của tổng thống là sai. Chúng tôi sẽ cùng nhân dân ngăn chặn nó." Thị trưởng Seoul, Oh Se-hoon, cũng là thành viên của PPP, cho biết ông phản đối tuyên bố của Yoon. Lee Jae-myung, lãnh đạo Đảng Dân chủ Đồng hành đối lập, kêu gọi người dân tụ tập trước tòa nhà Quốc hội và tuyên bố Yoon "không còn là tổng thống Hàn Quốc nữa". Lee được ghi hình khi đang trèo rào để vào trong tòa nhà Quốc hội, sau khi quân lính đã chặn các cửa ra vào. Lãnh đạo Đảng Cách tân Tổ quốc Cho Kuk cũng gọi tuyên bố thiết quân luật là "bất hợp pháp" và nói rằng đã đủ điều kiện luận tội Yoon và bộ trưởng quốc phòng Kim Yong-hyun. Lee Jun-seok, lãnh đạo của Đảng Cải cách, kêu gọi khai trừ Yoon khỏi PPP, trong khi thống đốc tỉnh Gyeonggi Kim Dong-yeon thì kêu gọi bắt giữ Yoon. Liên minh Công đoàn Dân chủ Hàn Quốc, tổ chức công đoàn lớn nhất cả nước, đã kêu gọi tổng đình công để đảo ngược tuyên bố thiết quân luật và luận tội tổng thống.
Ngược lại, một số nhân vật bảo thủ đã lên tiếng ủng hộ tuyên bố thiết quan luật. Trong số này có cựu thủ tướng Hwang Kyo-ahn, người đã kêu gọi bắt giữa cả Chủ tịch Quốc hội Woo Won-shik và Han Dong-hoon. Thị trưởng Daegu Hong Joon-pyo, mặc dù không trực tiếp bày tỏ ủng hộ phe nào, nói rằng ông hiểu được "lòng trung thành của Yoon" trong khi mô tả những hành động của ông ta là "làm ồn ào" náo loạn và liều lĩnh.
Cựu Tổng thống Moon Jae-in đã phát thông báo công khai trên các nền tảng mạng xã hội, gửi thông điệp tới quân đội với tư cách là một cựu tổng tư lệnh. Ông thúc giục các lực lượng vũ trang tôn trọng ý nguyện của người dân và tuân thủ chặt chẽ các nguyên tắc của hiến pháp. Moon nhấn mạng rằng quân đội không được hành động chống lại Quốc hội hay các đại biểu Quốc hội, nhất là khi tuân theo những mệnh lệnh vi hiến. Ông kêu gọi quân đội tập trung vào những nhiệm vụ chính đáng, bảo vệ an ninh quốc gia thay vì làm tổn hại đến các cơ quan dân chủ.
Những người biểu tình đã đụng độ với cảnh sát bên ngoài tòa nhà Quốc hội. Chủ tịch Quốc hội Woo Won-shik kêu gọi tất cả nhà lập pháp tập trung tại tòa nhà Quốc hội. Chi nhánh Incheon của Đảng Dân chủ Đồng hành chỉ trích hành động này là sự khởi đầu cho một "thời kỳ độc tài của Yoon". Các nhà lập pháp đã phải dùng nhiều mưu mẹo để tránh hàng rào của cảnh sát nhằm tiến vào tòa nhà Quốc hội. Lee Seong-yoon của Đảng Dân chủ Đồng hành còn tự live stream trong lúc trèo hàng rào cao 1,5 m (4 ft 11 in) để đi vào khuôn viên tòa nhà.
Quốc hội đã tiến hành phiên họp khẩn vào lúc 00:48 ngày 4 tháng 12. Vào khoảng 01:00, với 190 người có mặt trên tổng số 300 nhà lập pháp, Quốc hội đã bỏ phiếu nhất trí tuyệt đối dỡ bỏ thiết quân luật. Trong số những người bỏ phiếu có 172 nghị sĩ đối lập và 18 người khác từ PPP là thành viên của một phái ủng hộ Han Dong-hoon. Sau cuộc bỏ phiếu, Chủ tịch Quốc hội Woo Won-shik kêu gọi quân đội rời khỏi Quốc hội, trong khi Lee Jae-myung nói rằng Đảng Dân chủ Đồng hành sẽ tiếp tục ở trong tòa nhà Quốc hội cho tới khi tổng thống dỡ bỏ thiết quân luật. Họ cũng được các thành viên của PPP cùng tham gia.

## Hậu quả
Sau cuộc bỏ phiếu, một số binh sĩ đóng tại tòa nhà Quốc hội được thấy bắt đầu rời đi, sau đó văn phòng Chủ tịch Quốc hội cũng cho biết toàn bộ quân đội đã rời khỏi tòa nhà lúc 01:18. Số khác bắt đầu đẩy lùi đám đông biểu tính tụ tập tại đây, với con số lên tới khoảng 2.000 người. Ít nhất một binh sĩ được thấy xin lỗi công chúng về vụ việc. Người biểu tình cũng bắt đầu kêu gọi bắt giữ và luận tội Yoon. Lee Jae-myung cho biết tuyên bố thiết quân luật được thực hiện mà chưa có sự chấp thuận từ nội các và những thành viên lực lượng an ninh còn tiếp tục tuân theo lệnh thiết quân luật của Yoon đang thực hiện "hành vi bất hợp pháp". Bộ Quốc phòng cho biết thiết quân luật sẽ tiếp tục có hiệu lực cho đến khi được tổng thống dỡ bỏ.

### Dỡ bỏ thiết quân luật
Trong một buổi họp báo được truyền hình trực tiếp vào lúc 04:27, Yoon thông báo sẽ dỡ bỏ thiết quân luật ngay khi tập trung đủ số đại biểu cần thiết cho một cuộc họp nội các, đồng thời ông cũng đã rút binh sĩ quân đội khỏi Quốc hội. Vào khoảng 04:30, nội các thông qua nghị quyết dỡ bỏ thiết quân luật. Ban chỉ huy Thiết quân luật cũng được giải tán. Quân đội Hàn Quốc cho biết chưa quan sát thấy bất cứ hoạt động bất thường nào từ Bắc Triều Tiên khi thiết quân luật được áp dụng.
Sau khi thiết quân luật được dỡ bỏ, Đảng Dân chủ Đồng hành tổ chức một cuộc họp khẩn tại Quốc hội, tuyên bố rằng họ sẽ tiến hành luận tội nếu Yoon không từ chức. Nghị quyết của đảng này cho biết "tuyên bố thiết quân luật của Yoon là sự vi phạm Hiến pháp rõ ràng", đồng thời còn nói thêm rằng đây là "một hành động nổi loạn nghiêm trọng và là lý do hoàn hảo cho việc luận tội". Các cuộc biểu tình tiếp tục diễn ra tại tòa nhà Quốc hội và Quảng trường Gwanghwamun, và nhiều hoạt động liên quan cũng được lên kế hoạch tại các thành phố khắp Hàn Quốc. Ngày 7 tháng 12, Yoon đã có phát biểu trực tiếp trên truyền hình bày tỏ xin lỗi người dân cả nước vì đã gây lo ngại và những bất tiện khi ban bố tình trạng thiết quân luật, và khẳng định sẽ không bao giờ có tình trạng thiết quân luật thứ hai cùng lời cam kết chịu trách nhiệm vì quyết định trước đó của mình.

## Phân tích
The Economist mô tả tình hình tại Hàn Quốc là một cuộc khủng hoảng hiến pháp. BBC News đưa tin một người dân còn so sánh sự kiện này với cuộc đảo chính Myanmar 2021. Nó cũng đã được so sánh với cuộc bạo loạn tại Điện Capitol Hoa Kỳ 2021, trong đó một chuyên gia cho rằng ảnh hưởng của tuyên bố này tới nền chính trị và danh tiếng của Hàn Quốc sẽ tồi tệ hơn nhiều so với Hoa Kỳ.
Bong Young Shik, một cố vấn của Bộ Thống nhất và là giáo sư giảng dạy tại Đại học Yonsei, cho rằng tuyên bố thiết quân luật nên được dành cho những tình huống nghiêm trọng nhất, ví dụ như chiến tranh. Ông nói thêm rằng điều này sẽ phản tác dụng với tổng thống khi mà "việc luận tội ông ta đang thực sự có khả năng diễn ra".
Tạp chí Foreign Policy và nhà khoa học chính trị Sidney Tarrow đều mô tả các sự kiện này là một nỗ lực tự đảo chính.
Park Sung-min, một cố vấn chính trị tại Seoul, nói rằng "Tôi không hiểu mục đích cuối cùng của ông ta ở đây là gì, vì tôi nghĩ làm thế giống như tự sát chính trị vậy [...] Rõ ràng giờ đây Tổng thống Yoon có nguy cơ sẽ phải từ chức giữa nhiệm kỳ hơn là chờ đến khi mãn nhiệm."

## Phản ứng

### Tài chính
Tuyên bố thiết quân luật khiến công chúng Hàn Quốc bất ngờ và hoảng loạn do xảy ra quá đột ngột. Ngay sau tuyên bố trên, thị trường tiền tệ và chứng khoán tại Hàn Quốc bị ảnh hưởng nghiêm trọng khi giá trị đồng won rơi xuống còn 1.444 mỗi dollar Mỹ, mức thấp nhất trong vòng 25 tháng; sau đó đồng tiền này đã hồi phục lên mức khoảng 1.420, vẫn thấp hơn so với giá trị cao nhất trong ngày trước đó là 1.403. Chỉ số iShares MSCI South Korea ETF giảm 5%. Franklin FTSE South Korea ETF giảm 4,4% và Matthews Korea Active ETF cũng giảm 4,5%. Reuters đưa tin rằng: "Một quan chức ngân hàng trung ương cho biết đang chuẩn bị các biện pháp ổn định thị trường nếu cần. Bộ trưởng Tài chính và Phó thủ tướng Choi Sang-mok đã triệu tập cuộc họp khẩn với các quan chức kinh tế hàng đầu."

### Trong nước

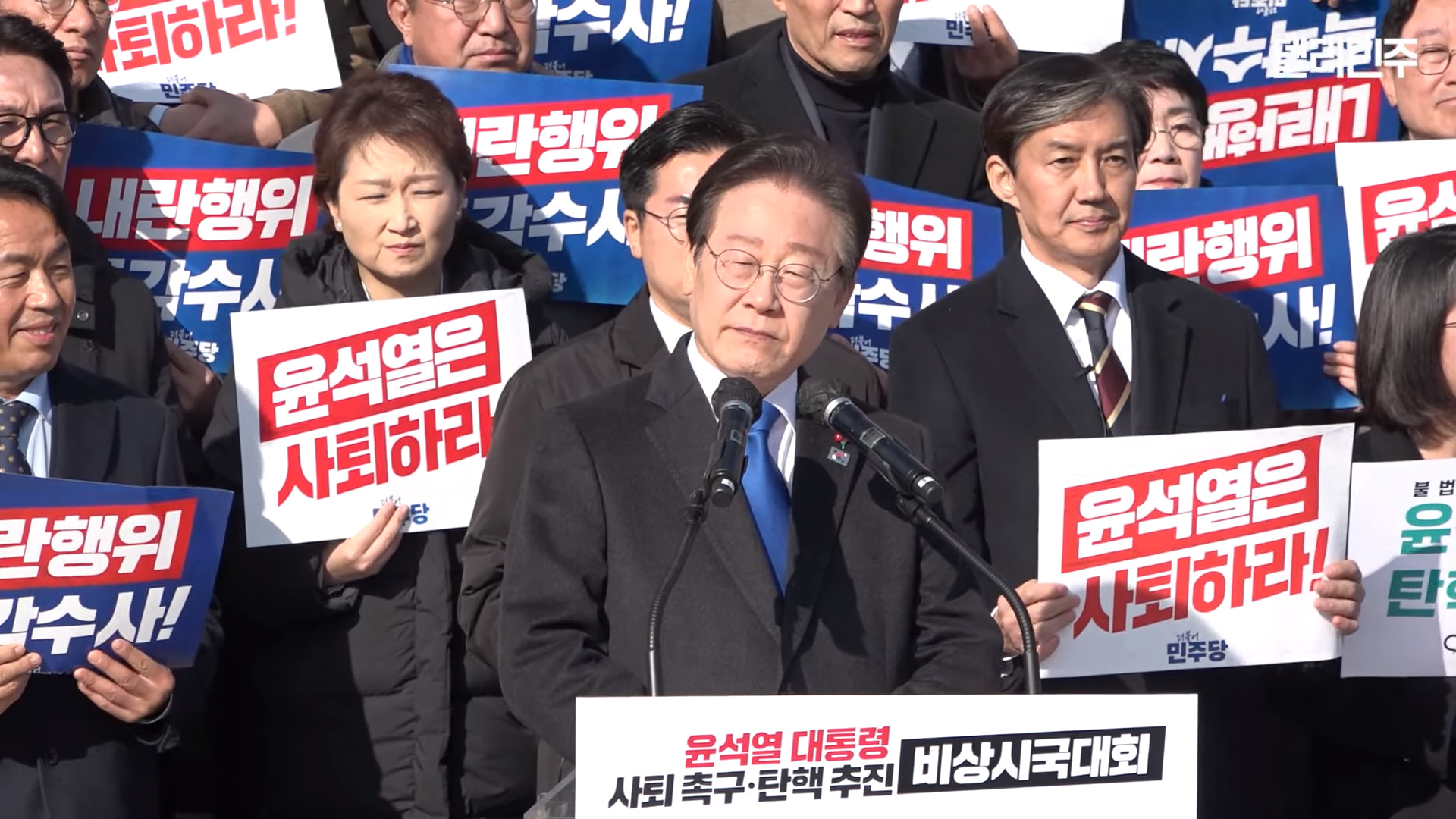
Lee Jae-myung tại buổi mít tinh khẩn cấp ở tòa nhà Quốc hội vào ngày 4 tháng 12

Lãnh tụ PPP tại Quốc hội Choo Kyung-ho cho biết ông không hề hay biết về sắc lệnh và chỉ phát hiện ra khi xem tin tức. Chánh Thanh tra Bộ Tư pháp, Ryu Hyuk, một cựu công tố viên được bổ nhiệm vào vị trí trên vào năm 2020, đã từ chức nhằm phản đối tuyên bố thiết quân luật sau khi tới dự cuộc họp về tình hình tại tòa nhà bộ do bộ trưởng Park Sung-jae triệu tập. Ngay sau khi Yoon xuống nước và dỡ bỏ thiết quân luật, phe đối lập bắt đầu cân nhắc khả năng luận tội Yoon. Một số nhà phân tích Hàn Quốc mô tả loạt sự kiện này là một cuộc tự đảo chính để nắm quyền hành. Trong rạng sáng ngày 4 tháng 12, hàng chục phụ tá của Yoon đã đồng loạt từ chức sau những tuyên bố thiết lập và dỡ bỏ thiết quân luật. Cùng ngày, Tòa án Tối cao cho biết sẽ điều tra xem tuyên bố thiết quân luật của Yoon có phạm luật không, khi mà ông đã không tuân thủ các thủ tục bắt buộc của cơ chế thiết quân luật, ví dụ như thông báo trước cho cả nội các và Quốc hội.
Các lãnh đạo của Đảng Sức mạnh Quốc dân đã thảo luận về việc khai trừ Yoon khỏi đảng trong một cuộc họp. PPP cũng kêu gọi loại bỏ Bộ trưởng Quốc phòng Kim Yong-hyun sau khi thông tin Kim đề xuất cho Yoon tuyên bố thiết quân luật đã được xác nhận. Đảng Dân chủ Đồng hành sau đó xác nhận sẽ tiến hành luận tội đối với Yoon, cùng với Kim Yong-hyun và Bộ trưởng Nội vụ Lee Sang-min vào ngày 5 tháng 12 nếu Yoon không từ chức. Kim sau đó đã xin lỗi và nhận trách nhiệm về hành động của các binh sĩ. Ông cũng nộp đơn xin từ chức. Vào trưa ngày 4 tháng 12, thủ tướng Han Duck-soo đã tổ chức cuộc họp với các phụ tá còn lại của Yoon cùng các lãnh đạo đảng phái để thảo luận về những hệ quả của tuyên bố thiết quân luật. Sau đó cùng ngày, tất cả các tờ báo lớn tại Hàn Quốc cũng như Liên đoàn Lao động Truyền thông Quốc gia đồng loạt lên án Yoon và kêu gọi bắt giữ ông, cho rằng thiết quân luật là bất hợp pháp và là nỗ lực lặp lại của những cuộc đảo chính bạo lực trong những năm 1980. Cùng lúc đó, nhiều nhân vật nổi tiếng tại Hàn Quốc cũng lên án gay gắt Yoon.  Hội đồng Giám mục Hàn Quốc, Giáo hội Giám lý Hàn Quốc, Hiệp hội các Giáo hội Cơ đốc giáo Hàn Quốc và Trung tâm Nhân quyền Giáo hội Hàn Quốc đã lên tiếng chỉ trích thiết quân luật, trong khi hiệp hội tu sĩ Phật giáo Won quốc gia cũng kêu gọi luận tội Yoon. Một bản tuyên bố chung được 370 giáo sư và nghiên cứu sinh tại Đại học Cao Ly ký cũng kêu gọi tiến hành luận tội Yoon.

#### Tiến hành luận tội
Vào khoảng 14:40 ngày 4 tháng 12, phe đối lập tuyên bố dự định trình dự thảo nghị quyết luận tội Yoon. Vào ngày 4 tháng 12, khoảng 190 đại biểu Quốc hội thuộc 6 chính đảng đối lập đã trình dự thảo nghị quyết cho việc luận tội, với dự định thảo luận tại nghị trường vào ngày hôm sau và bỏ phiếu vào ngày 6 hoặc 7 tháng 12. Sau khi đã kêu gọi tổng đình công cho tới khi dỡ bỏ thiết quân luật và Yoon bị luận tội từ trước đó, Liên minh Công đoàn Dân chủ Hàn Quốc tiếp tục kêu gọi tổng đình công vô thời hạn cho tới khi Yoon từ chức. Tại một cuộc họp với Han Duck-soo và Han Dong-hoon, Yoon cho biết ông sẽ không từ chức, cho rằng tuyên bố thiết quân luật của mình là "không có gì sai" và được thực hiện để ngăn chặn "những hành động luận tội liều lĩnh" của Đảng Dân chủ Đồng hành. Vào ngày 5 tháng 12, PPP quyết định sẽ không ủng hộ dự thảo luận tội Yoon sau cuộc họp khẩn diễn ra tối hôm trước đó.
Do đề xuất thiết quân luật xuất phát từ Bộ trưởng Quốc phòng Kim Yong-hyun, các thủ tục luận tội cũng được chuẩn bị đối với ông; Đảng Dân chủ Đồng hành (DPK) cũng có dự định gửi đơn khiếu nại hình sự đối với ông. Phát ngôn viên của đảng này là Jo Seoung-lae đã tuyên bố rằng "DPK sẽ trừng phạt việc ban bố thiết quân luật vi hiến và bất hợp pháp của chính quyền Yoon [...] Chúng tôi kêu gọi các cơ quan thực thi pháp luật ngay lập tức tiến hành điều tra hành vi phản quốc mà cả nước nay đã biết đến và đem những kẻ đầu sỏ ra trước pháp luật." Vào ngày 5 tháng 12, cảnh sát đã tiến hành điều tra Yoon về các cáo buộc liên quan tới tuyên bố thiết quân luật. Quốc hội Hàn Quốc đã bỏ phiếu lần đầu tiên về đề xuất luận tội Yoon vì lệnh thiết quân luật vào ngày 7 tháng 12, nhưng không hội đủ 200 phiếu cần thiết để thông qua.

### Quốc tế
Nhiều nước đã ban bố khuyến cáo công dân của mình tại Hàn Quốc cảnh giác và tránh các buối tụ tập tuần hành công cộng. Cảnh báo đi lại cho khu vực này đã được ban bố bởi các bộ ngoại giao của Pháp và Anh. Nhà Trắng và Bộ Ngoại giao Hoa Kỳ cho biết họ không được thông báo trước về ý định tuyên bố thiết quân luật của Yoon. Phát ngôn viên của Bộ Ngoại giao Vedant Patel bày tỏ "lo ngại sâu sắc" với những diễn biến đang tiếp diễn trong khi tái khẳng định mối quan hệ đồng minh "son sắt" với Hàn Quốc. Nhà Trắng sau đó đã bày tỏ sự nhẹ nhõm sau khi thiết quân luật được dỡ bỏ.
Bộ trưởng Ngoại giao Ý Antonio Tajani cho biết NATO đã cảnh báo Bắc Triều Tiên không được lợi dụng tình hình tại Hàn Quốc. Bộ Quốc phòng Hoa Kỳ cho biết chưa nhận được yêu cầu hỗ trợ quân sự từ phía Hàn Quốc trong thời gian thiết quân luật, đồng thời không có sự thay đổi tình hình bất ngờ nào từ lực lượng quân đội Hoa Kỳ tại Hàn Quốc.
Tổng thống Kyrgyzstan Sadyr Japarov vào thời điểm tuyên bố thiết quân luật đang có chuyến thăm cấp nhà nước tại Hàn Quốc. Chính phủ Kyrgyztan đã ra thông báo xác nhận tổng thống và đoàn tùy tùng vẫn đang an toàn. Japarov kết thúc chuyến thăm và trở về Kyrgyzstan vào ngày 4 tháng 12. Thủ tướng Thụy Điển Ulf Kristersson đã hủy bỏ kế hoạch thăm Hàn Quốc và hội nghị thượng đỉnh với Yoon. Các cuộc họp của Nhóm Tư vấn Hạt nhân và các cuộc tập trận quân sự liên quan cũng bị Hoa Kỳ hoãn vô thời hạn.
Tại Đài Loan, nhóm đại biểu lập pháp của Đảng Dân Tiến đã đăng một bài viết trên Threads, khẳng định tuyên bố thiết quân luật là nỗ lực chính đáng nhằm bảo vệ nền dân chủ lập hiến tự do tại Hàn Quốc, đồng thời chỉ trích các đảng đối lập tại Đài Loan về việc cản trở các đề xuất an ninh quốc gia, cáo buộc họ đang "mở rộng quyền lực một cách vi hiến", và cắt giảm ngân sách quốc phòng. Mặc dù bài đăng đã được xóa ngay sau đó, nó đã gây ra làn sóng chỉ trích từ các đảng phái đối lập lớn, trong đó có Quốc dân Đảng và Đảng Dân chúng; hai đảng này coi bài viết là lời đe dọa thực hiện các biện pháp tương tự tại Đài Loan.